# Move (album)
Move är det femte studioalbumet till det svenska progressiva metal-bandet Freak Kitchen. Albumet släpptes oktober 2002 av det danska skivbolaget Thunderstruck Productions.

## Låtlista
1. "Propaganda Pie!" – 3:10
2. "Nobody's Laughing" – 3:49
3. "Snap" – 3:35
4. "Humiliation Song" – 4:09
5. "Razor Flowers" – 3:54
6. "Heroin Breakfast" – 4:06
7. "Porno Daddy" – 4:05
8. "Seven Days in June" – 4:22
9. "Maggots of Corruption" – 4:25
10. "Hateful Little People" – 3:32
11. "Logo" – 4:01
12. "The Wrong Year" – 3:22

Text & musik: Mattias "IA" Eklundh (spår 1–4, 6–12), Christer Örtefors (spår 5)

## Medverkande
Musiker (Freak Kitchen-medlemmar)
- Mattias "IA" Eklundh – sång, gitarr
- Björn Fryklund – trummor
- Christer Örtefors – sång (spår 5), bakgrundssång, basgitarr

Produktion
- Mattias "IA" Eklundh – producent, ljudtekniker, ljudmix
- Roberto Laghi – ljudmix
- Kenneth Svensson – mastering
- Torben Schmidt – trumprogrammering
- Ola Johansson – foto